# Peperomia pilostigma
Peperomia pilostigma är en pepparväxtart som beskrevs av Truman George Yuncker. Peperomia pilostigma ingår i släktet peperomior, och familjen pepparväxter. Inga underarter finns listade i Catalogue of Life.